# Super Copa Maranhão de 2015
A Super Copa do Maranhão foi um torneio interestadual de caráter amistoso de futebol disputado no Estádio Governador João Castelo (Castelão), em São Luís, no estado do Maranhão, entre 22 e 25 de janeiro de 2015.
A competição que marca a abertura da temporada 2015 do futebol maranhense contou com a participação de 4 equipes brasileiras: Sampaio Corrêa (MA), Moto Club (MA), Vitória (BA) e Náutico (PE).
O Sampaio Corrêa sagrou-se campeão ao bater o Náutico na final por 1 a 0. O Vitória levou o terceiro lugar ao bater o Moto Club por 1 a 0.

## Regulamento
A Super Copa do Maranhão foi disputada em duas fases: semifinal e final, por Sampaio Corrêa, Moto Club, Náutico e Vitória. A partida que abriu a competição foi o duelo entre Náutico e Vitória. O jogo foi a preliminar do Superclássico do Maranhão, entre Sampaio Corrêa e Moto Club.
A Super Copa Maranhão teve jogos de duração normal de 90 minutos, com dois tempos de 45. Em caso de empate no tempo regulamentar, a decisão aconteceu nas penalidades máximas.
Por causa da possibilidade de decisão por pênaltis, os jogos tiveram um intervalo de meia hora de um para o outro. Os 30 minutos poderiam ser usados nas cobranças das penalidades.

## Transmissão
- Brasil: Esporte Interativo[5]

## Premiação
O campeão da primeira edição da Super Copa Maranhão embolsou uma premiação total de 100 mil de reais. O segundo lugar faturou 80 mil e o terceiro e quarto colocados receberam 60 mil.

## Jogos
|  | Semifinais     | Semifinais |   |         | Final          | Final |  |
|  |                |            |   |         |                |       |  |
|  |                |            |   |         |                |       |  |
|  | Náutico        | 2          |   |         |                |       |  |
|  | Vitória        | 1          |   |         |                |       |  |
|  |                |            |   |         |                |       |  |
|  |                |            |   |         |                |       |  |
|  |                |            |   |         | Sampaio Corrêa | 1     |  |
|  |                | Náutico    | 0 |         |                |       |  |
|  |                |            |   |         |                |       |  |
|  |                |            |   |         |                |       |  |
|  |                |            |   |         | Terceiro lugar |       |  |
|  |                |            |   |         |                |       |  |
|  | Sampaio Corrêa | 2          |   | Vitória | 1              |       |  |
|  | Moto Club      | 1          |   |         | Moto Club      | 0     |  |

### Semifinais
| 22 de janeiro de 2015 | Náutico                     | 2 – 1     | Vitória  | Castelão, São Luís             |
| 19:30h (de Brasília)  | João Paulo 37' · Gaston 62' | Relatório | Kadu 42' | Árbitro: MA Maykon Matos Nunes |

| Náutico | Vitória |

| 22 de janeiro de 2015 | Sampaio Corrêa               | 2 – 1     | Moto Club | Castelão, São Luís                      |
| 22:00h (de Brasília)  | Leomar 10' · Gil Mineiro 74' | Relatório | Kléo 5'   | Árbitro: MA Raimundo José Chagas Araújo |

| Sampaio Corrêa | Moto Club |

### Disputa do 3.º Lugar
| 25 de janeiro de 2015 | Moto Club | 0 - 1                              | Vitória   | Castelão, São Luís                          |
| 17:00h (de Brasília)  |           | Relatório Video: Melhores Momentos | Vander 1' | Árbitro: MA José Henrique de Azevedo Junior |

| Moto Club | Vitória |

### Final
| 25 de janeiro de 2015 | Sampaio Corrêa | 1 - 0                              | Náutico | Castelão, São Luís                     |
| 19:00h (de Brasília)  | Válber 30'     | Relatório Video: Melhores Momentos |         | Árbitro: MA Ranilton Oliveira de Sousa |

| Sampaio Corrêa | Náutico |

## Classificação
| Pos. | Equipe         | PG | J | V | E | D | GP | GC | SG |
| ---- | -------------- | -- | - | - | - | - | -- | -- | -- |
| 1    | Sampaio Corrêa | 6  | 2 | 2 | 0 | 0 | 3  | 1  | +2 |
| 2    | Náutico        | 3  | 2 | 1 | 0 | 1 | 2  | 2  | 0  |
| 3    | Vitória        | 3  | 2 | 1 | 0 | 1 | 2  | 2  | 0  |
| 4    | Moto Club      | 0  | 2 | 0 | 0 | 2 | 1  | 3  | -2 |

### Campeão
| Supercopa Maranhão                  |
| ----------------------------------- |
| Sampaio Corrêa Campeão (1.º título) |